# Republik Elsaß-Lothringen
Die Republik Elsaß-Lothringen war eine proklamierte unabhängige Nation nach dem Ersten Weltkrieg, die 1918 nur wenige Tage zwischen der Entlassung des Reichslandes Elsaß-Lothringen aus dem Deutschen Reich und der Eingliederung in Frankreich in Form von drei Départements Bestand hatte.

## Geschichte

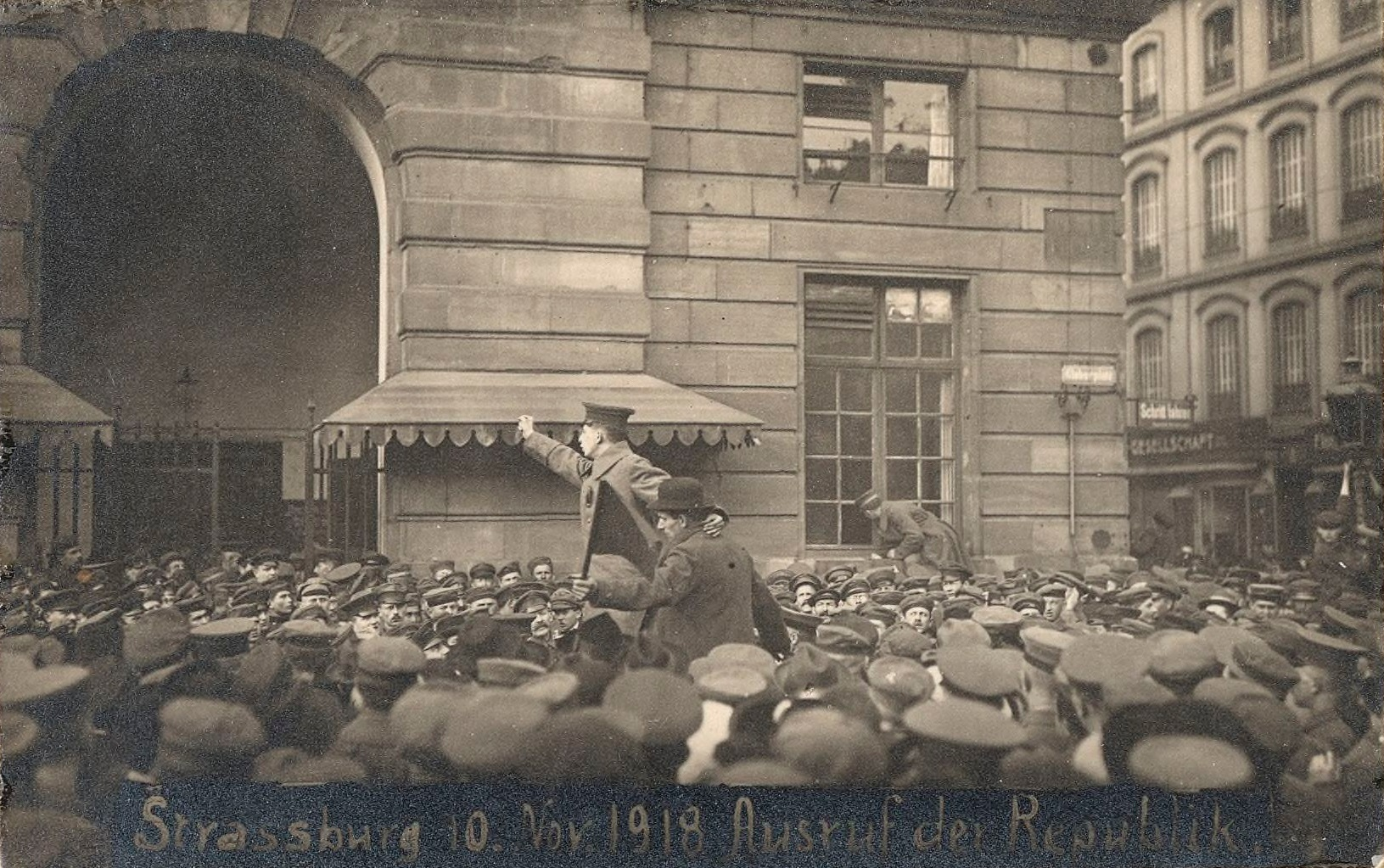
Ausrufung der Republik in Straßburg am 10. November 1918

Nach der Niederlage des Deutschen Reichs im Ersten Weltkrieg wurde im Zuge der Novemberrevolution am 9. November 1918 die Republik ausgerufen, und Kaiser Wilhelm II. ging tags darauf aus seinem Hauptquartier im belgischen Spa in die Niederlande ins Exil. Am 11. November trat der Waffenstillstand von Compiègne in Kraft, der unter anderem vorsah, dass das damalige deutsche Reichsland Elsaß-Lothringen innerhalb von 15 Tagen von deutschen Truppen zu räumen sei. Wilhelm dankte zwar offiziell erst am 28. November 1918 ab, aber das Reichsland Elsaß-Lothringen, das in Ermangelung eines eigenen Landesfürsten direkt dem Kaiser unterstellt war, war durch die Flucht des Staatsoberhauptes de facto sofort in die Unabhängigkeit entlassen. Der Landtag des entlassenen Reichslandes unter Eugen Ricklin rief daraufhin am 11. November 1918 die unabhängige Republik Elsaß-Lothringen aus. International fand diese jedoch keine Anerkennung, da die Kriegsziele der Alliierten den Anschluss Elsass-Lothringens an Frankreich vorsahen. Bereits im Oktober hatte Reichskanzler Max von Baden in der Absicht, einen Anschluss des Gebietes an Frankreich zu verhindern, den Alliierten eine unabhängige Republik Elsaß-Lothringen angeboten, was diese jedoch abgelehnt hatten.

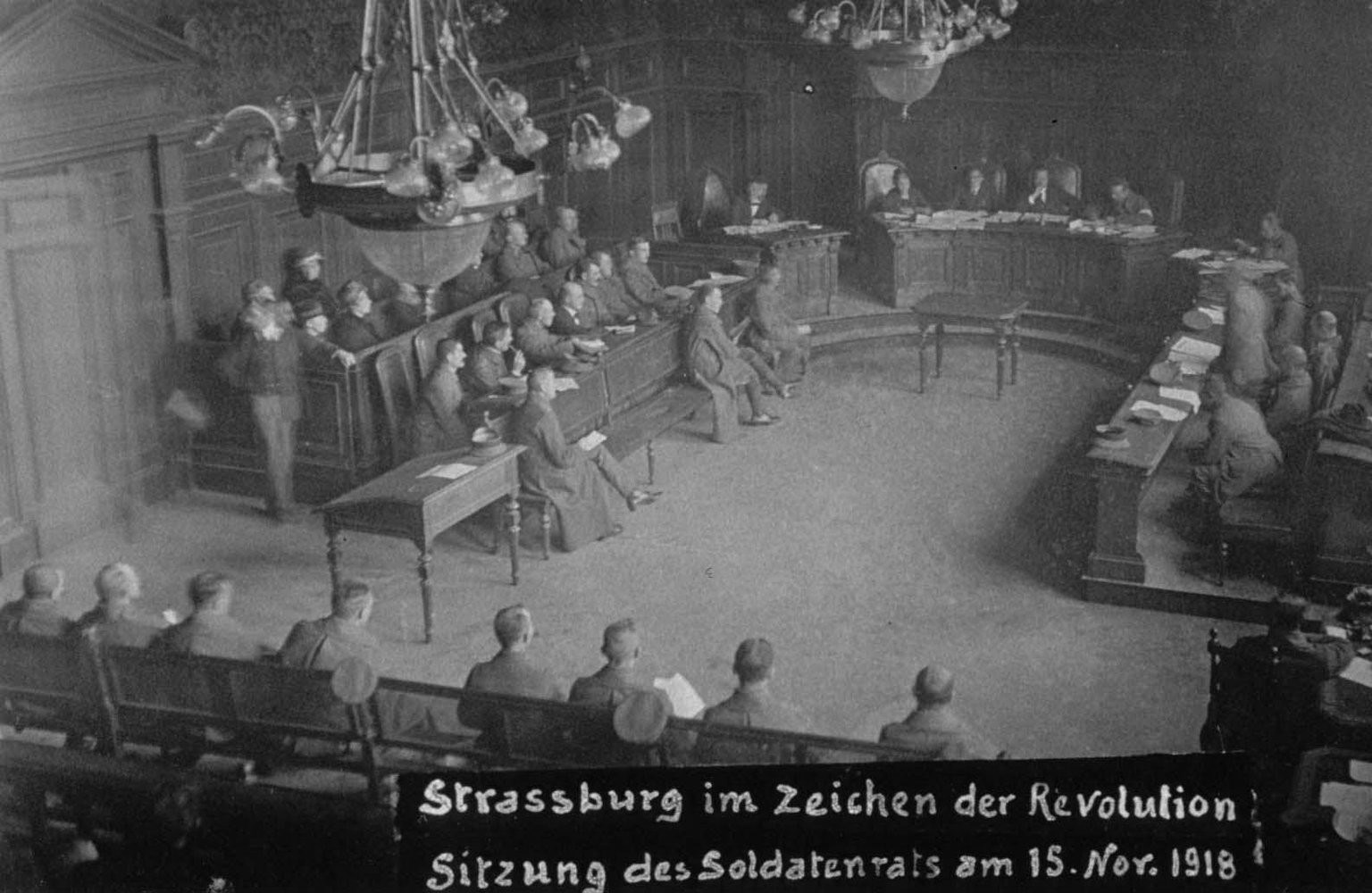
Sitzung des Soldatenrats in Straßburg am 15. November 1918

Parallel zu der Ausrufung einer unabhängigen Republik durch das Parlament des Reichslandes verkündete – ähnlich wie Karl Liebknecht in Berlin – auch ein Soldatenrat die Republik. Es setzten sich jedoch die gemäßigten Kräfte durch und unterbanden den Versuch, eine Räterepublik zu errichten.

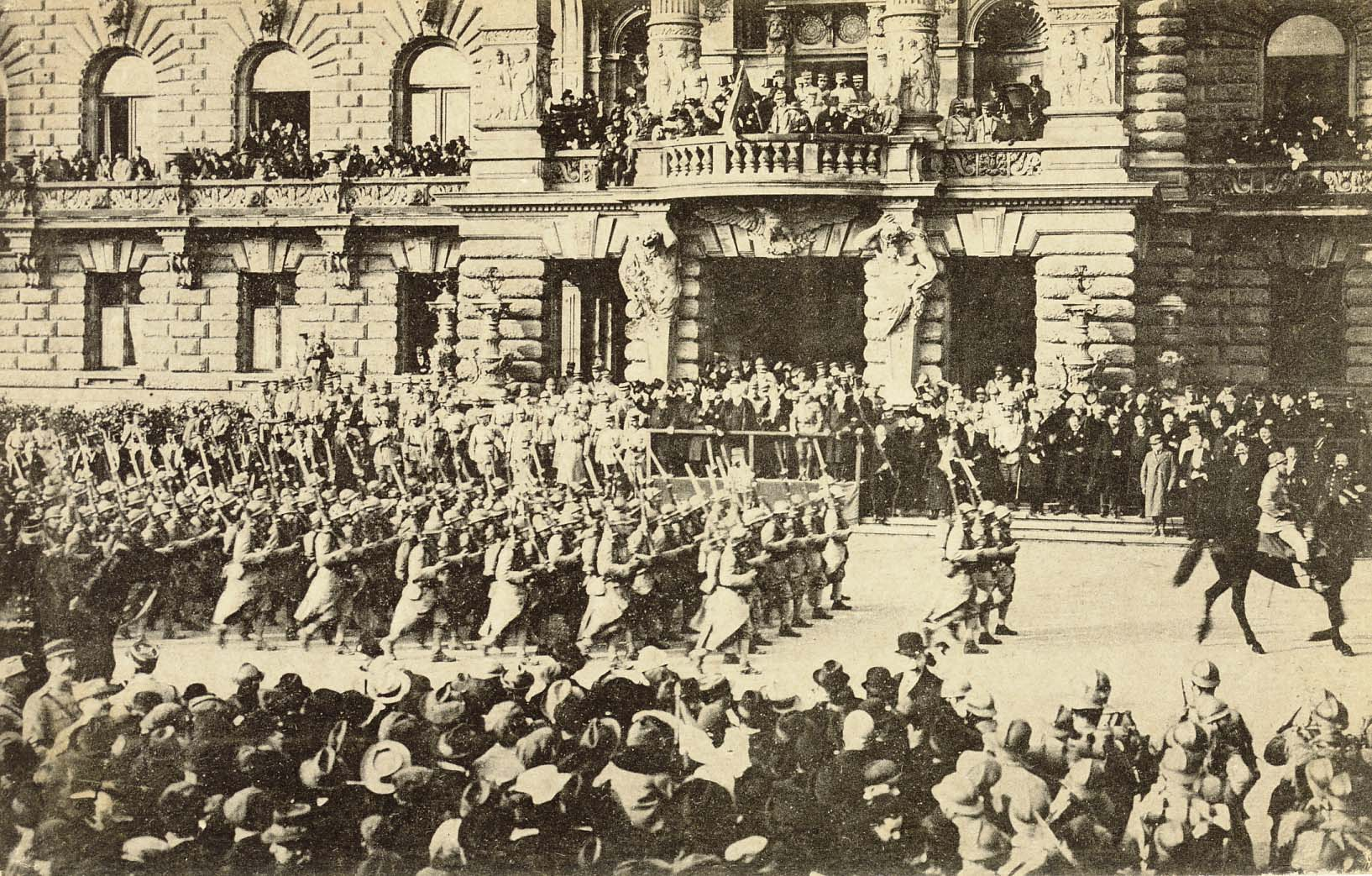
Einzug der französischen 4. Armee in Straßburg am 22. November 1918

Schon nach etwa einer Woche rückten französische Truppen ein: am 17. November in Mülhausen, dann in Colmar und Metz, und am 21. November wurde Straßburg erreicht. Somit war es schnell vorbei mit der Unabhängigkeit des Gebietes. Anfangs reagierten die meisten Bevölkerungsteile noch euphorisch auf den Anschluss an Frankreich. Als die Franzosen aber begannen, ihre Assimilationspolitik durchzusetzen, ließ die Begeisterung nach. Besonders die aus dem übrigen Deutschen Reich seit 1871 nach Elsass-Lothringen zugezogenen Bewohner, die aus Furcht vor Vergeltungsmaßnahmen der Franzosen eine unabhängige Republik bevorzugt hatten, sahen die Entwicklung negativ. Heute ist die nur für kurze Zeit bestehende Republik kaum mehr bekannt; es gibt aber immer noch Stimmen, die über ihr schnelles Ende enttäuscht sind. Die Republik Elsaß-Lothringen gilt als eines der kurzlebigsten staatsähnlichen Gebilde der Geschichte.

## Nachwirkungen
Aufgrund der französischen Assimilierungspolitik wuchs innerhalb der elsässischen Bevölkerung der Missmut. Dies förderte eine starke autonomistische Bewegung. Bei den Wahlen zur französischen Abgeordnetenkammer erzielten die elsässischen Autonomisten, die mit der kommunistischen Partei sowie den bretonischen und korsischen Nationalisten kooperierten, in allen elsässischen Wahlkreisen die absolute Mehrheit der Stimmen. Die Abgeordneten und Politiker, die sich für Autonomie aussprachen, wurden vom französischen Staat oft zu langjährigen Gefängnisstrafen verurteilt, der Führer der Autonomistenpartei, Karl Roos, am 7. Februar 1940 in Champigneulles in der Nähe von Nancy wegen angeblicher Spionage hingerichtet.